# Isbrytaren I (Stockholm)
Ej att förväxla med Isbrytaren I (Göteborg)
Isbrytaren I var den första isbrytaren i Stockholm. Den anskaffades 1897 av Stockholms stad. Hon ersattes 1915 av Isbrytaren II, senare namnändrad till S/S Sankt Erik.
En ränna in till Stockholms hamn bröts flertalet vintrar från 1872.
Den specialiserade Isbrytaren I byggdes på Kockums varv i Malmö några år efter det att Bergsunds Mekaniska Verkstad ( Finnboda varv) 1890 byggt Murtaja för Storfurstendömet Finland, den första isbrytaren i nordiska vatten.